# Scantraxx
Scantraxx est un label discographique néerlandais de hardstyle, fondé par Dov Elkabas, et dirigé par Rudy Peters. Au fil de son existence, Scantraxx s'implique dans de nombreux événements notoires tels que Qlimax et Defqon.1, organisés en collaboration avec Q-dance. Le label possède, ou possédait, dans ses rangs plusieurs artistes et groupes de renommée internationale — tels que Headhunterz, Wildstylez, Frontliner, Zatox, Brennan Heart, Project One, et Gunz for Hire — ainsi qu'une fanbase énorme et croissante,.

## Histoire

### Débuts

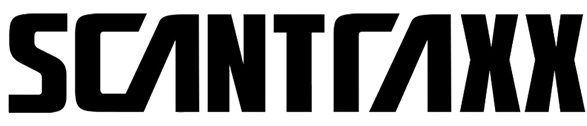
Ancien logo du label.

Scantraxx est fondé en 2002 par l'instrumentiste et disc jockey néerlandais Dov Elkabas, mieux connu sous nom de scène, The Prophet. Bien avant la fondation de ce label et sa conversion à la musique hardstyle, Elkabas est, durant les années 1990, l'un des artistes de la scène gabber les plus réputés de son époque, participant à de nombreux événements, et aux nombreuses compilations Thunderdome, et initialement membre de The Dreamteam ; dans une entrevue avec Partyflock, il explique ne plus rien avoir à faire avec les autres membres de The Dreamteam, et être passé à autre chose. Selon sa biographie sur le site officiel de Scantraxx, Elkabas décide de fonder son propre label du fait que la « musique était maintenant devenue trop rapide et que les événements n'étaient plus aussi bon enfant qu'avant. La musique s'est désormais ralentie à 140 BPM, une vitesse plus 'accueillante'. »

### Années 2010
Le 27 juillet 2010, le label présente son tout premier radio show présenté par A-lusion ; la radio est présenté par d'autres artistes du milieu tels que MC Syndrome. Toujours en 2010, The Prophet est invité dans la session VIP à la célébration des dix ans de Q-dance. En 2011, l'artiste Max Enforcer et Scantraxx, décident de lancer un nouveau label en commun, Gold Records. Pour Enforcer, « Nous voulons que le monde sache que Gold Records a été fondé pour un hardstyle vraiment euphorique. Beaucoup de gens étaient perplexes quant au nom « TiLLT Gold » et ne savaient pas toujours à quoi il correspondait, étant donné que notre ancien label était connu pour le plus hard du rawhardstyle et beaucoup de personnes pensaient que TiLLT était similaire. Grâce à la fondation de ce nouveau label avec Scantraxx, cela ne posera plus de problème. » En 2011, le label participe pour la première fois à l'événement Defqon.1 organisé en Australie. Le label annonce Q-Dance Presents Scantraxx Ten Years pour le 14 avril 2012, célébrant la dixième année de son existence. La même année, l'artiste Waverider signe au label. 
En octobre 2012, le label célèbre sa centième parution musicale et la dédicace à ses nombreux fans. Le label annonce, en février 2014, l'arrivée d'un nouveau duo dans ses rangs, Energyzed,.

### Années 2020
En 2020, le label accueille un nouveau musicien du rawstyle, Carbon. Le DJ allemand Imperatorz signe chez Scantraxx Black en février 2021. En 2022, le label organise un événement spécial pour ses 20 ans d'existence. Cette même année, Zatox décide de revenir au sein du label. En février 2023, c'est au tour de Bass Modulators de revenir.

## Sous-labels
Scantraxx possède une multitude de sous-labels :
- A² Records est un sous-label fondé en 2008 par les Alpha Twins. Au départ indépendant, il est devenu une partie de Scantraxx un peu après. Cette division se focalise sur un type de hardstyle "brut" appelé rawstyle.

- Gold Records, fondé en 2010 et fermé en 2012, anciennement connu en tant que TiLLT! Gold, se focalise quant à lui sur du hardstyle mélodique.

- M!D!FY est un autre sous-label, actif de 2006 à 2011, anciennement dirigé par Brennan Heart.

- Scantraxx Black est un sous-label fondé en 2019, appelé à remplacer A² Records dans le futur. Le genre varie entre rawstyle brutal et techno hardcore.

- Scantraxx Evolutionz est fondé en 2008 et dirigé par D-Block & S-te-Fan.

- Scantraxx Global est fondé en 2016 publiant du hardstyle aux influences venues des quatre coins du monde.

- Scantraxx Italy est un autre sous-label actif de 2007 à 2009, division italienne.

- Scantraxx Reloaded est un sous-label actif de 2006 à 2012, anciennement dirigé par Headhunterz.

- Scantraxx Silver est un sous-label actif depuis 2008 pour donner une chance aux nouveaux talents.

- Scantraxx Special est un sous-label actif depuis 2003 pour les sorties qui ont une importance particulière[Laquelle ?].

- ScantraXXL est actif de 2005 à 2008, et est une division techno hardcore.

- Squaretraxx est un sous-label actif en 2009, et une division jumpstyle.

- Unleashed Records est une division raw hardstyle active de 2017 à 2019 managée par Digital Punk.

- X-Bone et X-Raw sont des divisions pour les nouveaux talents.

- Scantraxx Carbon est un sous-label actif depuis 2020, division se focalisant sur les jeunes talents du raw et du hardcore, avec à terme une promotion vers Scantraxx Black.